# Macaranga nicobarica
Macaranga nicobarica är en törelväxtart som beskrevs av Nambiyath Puthansurayil Balakrishnan och Tapas Chakrabarty. Macaranga nicobarica ingår i släktet Macaranga och familjen törelväxter.
Artens utbredningsområde är Nicobarerna. Inga underarter finns listade i Catalogue of Life.